# ملابرهان
موراجور (ارمنی: Մորաջուր) یا ملابرهان (ترکی آذربایجانی: Mollabürhan) یک منطقهٔ مسکونی در جمهوری آرتساخ است که در استان کاشاتاق واقع شده‌است.